# مستصفرة كرمية
مستصفرة كرمية (الاسم العلمي: Xanthomonas ampelina) هي نوع من البكتيريا يتبع جنس المستصفرة من الفصيلة المستصفرية.